# Panama na Letnich Igrzyskach Paraolimpijskich 2016
Panama na Letnich Igrzyskach Paraolimpijskich 2016 w Rio de Janeiro była reprezentowana przez dwoje lekkoatletów. Był to siódmy występ Panamy na igrzyskach paraolimpijskich (poprzednie miały miejsce w latach 1992, 1996, 2000, 2004, 2008 i 2012). 
Reprezentacja Panamy nie zdobyła medalu paraolimpijskiego. Chorążym reprezentacji podczas ceremonii otwarcia igrzysk był Francisco Cedeño Almengor.

## Wyniki

### Lekkoatletyka
Mężczyźni
| Zawodnik                  | Konkurencja        | Finał    | Finał   | Źródło |
| Zawodnik                  | Konkurencja        | Rezultat | Miejsce | Źródło |
| ------------------------- | ------------------ | -------- | ------- | ------ |
| Francisco Cedeño Almengor | pchnięcie kulą F55 | 9,16 m   | 11      | [ 3 ]  |

Kobiety
| Zawodnik            | Konkurencja        | Finał    | Finał   | Źródło |
| Zawodnik            | Konkurencja        | Rezultat | Miejsce | Źródło |
| ------------------- | ------------------ | -------- | ------- | ------ |
| Iveth Valdés Romero | rzut oszczepem F56 | 13,57 m  | 11      | [ 4 ]  |